# Rune Glifberg
Rune Glifberg (nascido no dia 7 de Outubro de 1974 em Copenhage, Dinamarca) é um skatista profissional dinamarquês que atualmente reside na Califórnia.
Glifberg começou a andar de skate aos 11 anos por influência de um amigo. Nos anos 90 se torna profissional na categoria vertical. Atualmente é um dos únicos três skatistas que participaram de todos os X Games.
Rune Glifberg foi um dos personagens das primeiras 5 versões do jogo Tony Hawk's Pro Skater.

## Oi Vert Jam
Em uma das edições do Oi Vert Jam, em 2003, Rune Glifberg se consagrou campeão de forma impressionante, desbancando o campeão anterior Sandro Dias.

## Títulos
Dentre os principais títulos dele estão:
- 10 vezes medalhista dos X Games (2 de ouro, 2 de prata e 6 de bronze).
- Várias vezes campeão do Gravity Games.
- Campeão do Oi Vert Jam em 2003.